# خط أنابيب نفط النيل الكبرى

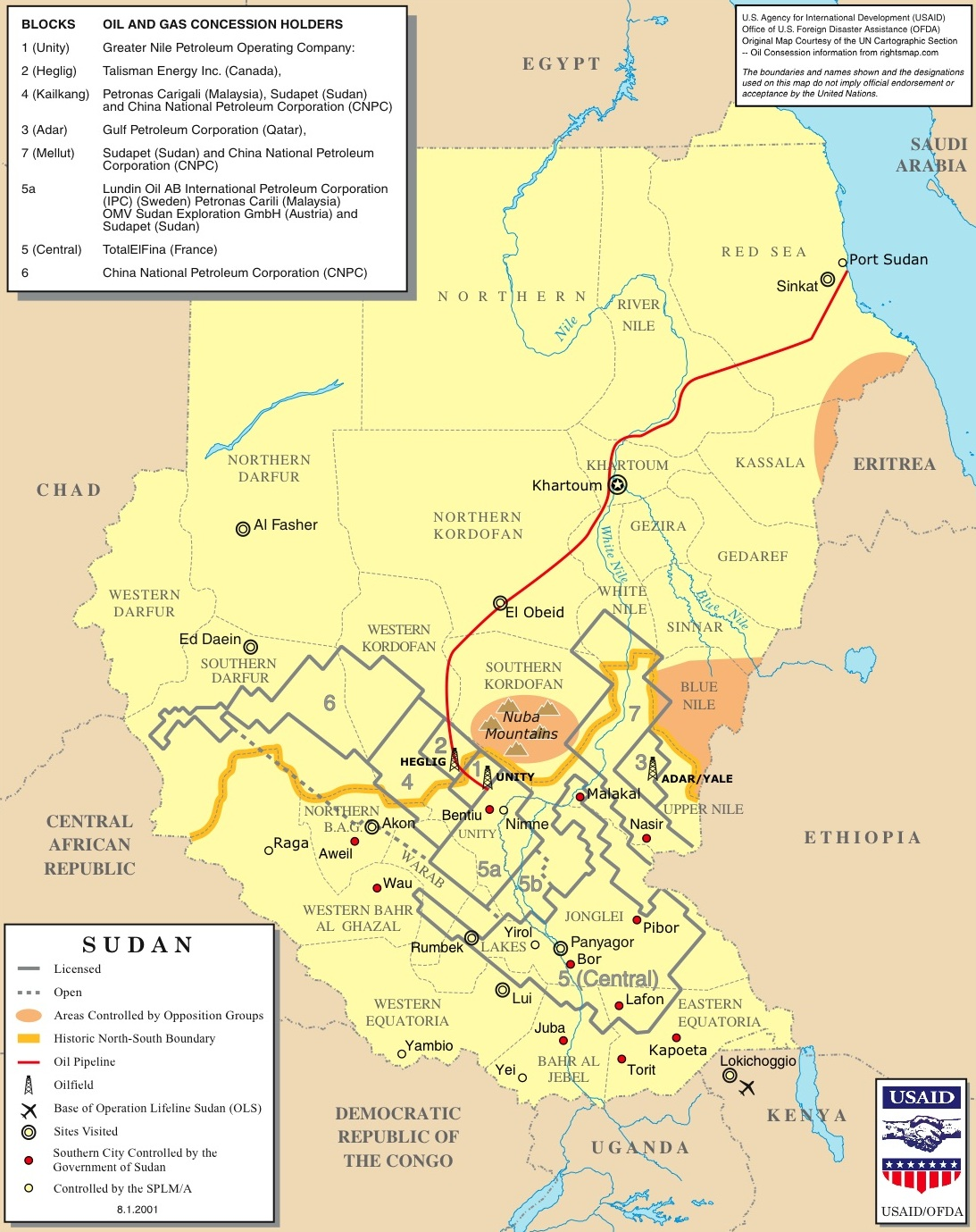
يظهر المسار الذي سلكه خط أنابيب نفط النيل الأكبر في خريطة الوكالة الأمريكية للتنمية الدولية لعام 2001. لقد تغيرت حدود الدولة منذ عام 2001.

يعد خط أنابيب شركة نفط النيل الكبرى أحد خطوط أنابيب تصدير النفط المهمة في السودان. ويمتد لحوالي 1,600 كيلومتر (990 ميل) منها حوالي 1.8 كيلومتر في الماء. شيدته شركة النيل الكبرى لتشغيل البترول وبدأ تشغيله في عام 1999. وتُشغله شركة البترول الوطنية الصينية (CNPC) التي تمتلك 40٪ من أسهم شركة النيل الكبرى.
في البداية، بدأ خط الأنابيب في حقل هجليج النفطي بولاية جنوب كردفان. ومنذ عام 1999 مُد خط الأنابيب ويبدأ الآن في حقل الوحدة النفطي. ويمتد خط الأنابيب إلى مصفاة بورتسودان لتكرير النفط الخام على البحر الأحمر عبر جبال النوبة والخرطوم.